# Giải bóng đá Hạng Nhì Quốc gia 1998
Giải bóng đá Hạng Nhì Quốc gia 1998 là mùa giải thứ hai của Giải bóng đá Hạng Nhì Quốc gia với tư cách là giải thi đấu bóng đá cấp câu lạc bộ cao thứ hai trong hệ thống các giải bóng đá Việt Nam (sau giải Hạng Nhất quốc gia) do Liên đoàn bóng đá Việt Nam tổ chức và quản lý.

## Vòng loại
Các đội bóng được chia thành ba bảng theo khu vực địa lý, thi đấu vòng tròn một lượt chọn ra tổng cộng 10 đội (hai đội ở bảng A, ba đội ở bảng B, năm đội ở bảng C) tham dự vòng chung kết.

### Bảng A (Khu vực miền Bắc)
Năm đội tham dự bảng đấu này. Những đội bóng vượt qua vòng loại được in đậm.
- Đường sắt Việt Nam
- Thừa Thiên Huế
- Thanh Hóa
- chưa rõ
- chưa rõ

### Bảng B (Khu vực miền Trung)
Các đội thi đấu để chọn ra ba đội đứng đầu vào vòng chung kết. Những đội bóng vượt qua vòng loại được in đậm.
- Đà Nẵng
- Gia Lai
- Kon Tum
- Ninh Thuận
- Phú Yên
- Đắk Lắk
- Quảng Nam

### Bảng C (Khu vực miền Nam)
20 đội tham dự bảng đấu được chia thành hai nhóm để thi đấu từ ngày 21 tháng 6 đến ngày 26 tháng 7. Hai đội đứng đầu nhóm 1 và ba đội đứng đầu nhóm 2 lọt vào vòng chung kết, ngoài ra bốn đội đứng đầu từ mỗi nhóm giành quyền tham dự vòng loại Cúp Quốc gia khu vực phía Nam. Những đội bóng vượt qua vòng loại được in đậm.
| Nhóm 1 (khu vực miền Đông): - Quân khu 7 - Công ty Thành Long quận 6 - Đá Mỹ Nghệ - Gò Vấp - Bình Thuận - Bình Phước - Đồng Nai - Cao su Đồng Nai | Nhóm 2 (khu vực miền Tây): - Tiền Giang - Bến Tre - Vĩnh Long - Trà Vinh - Cần Thơ - Sóc Trăng - Bạc Liêu - Kiên Giang - An Giang - Cà Mau - Quân khu 9 |

## Vòng chung kết
10 đội bóng tham dự vòng chung kết được chia thành 2 bảng đá vòng tròn một lượt để chọn hai đội nhất mỗi bảng vào bán kết.

### Vòng bảng

#### Bảng A
Các trận đấu diễn ra tại sân vận động Tiền Giang, tỉnh Tiền Giang.

| VT | Đội                | ST | T | H | B | BT | BB | HS | Đ  | Giành quyền tham dự     |
| -- | ------------------ | -- | - | - | - | -- | -- | -- | -- | ----------------------- |
| 1  | Đà Nẵng            | 4  | 3 | 1 | 0 | 6  | 1  | +5 | 10 | Vòng đấu loại trực tiếp |
| 2  | Vĩnh Long          | 4  | 2 | 1 | 1 | 6  | 3  | +3 | 7  | Vòng đấu loại trực tiếp |
| 3  | Đường sắt Việt Nam | 4  | 2 | 1 | 1 | 7  | 3  | +4 | 7  |                         |
| 4  | Quân khu 7         | 4  | 0 | 1 | 3 | 5  | 10 | −5 | 1  |                         |
| 5  | An Giang           | 4  | 1 | 0 | 3 | 3  | 10 | −7 | 3  |                         |

| Vĩnh Long            | 3 – 0    | An Giang |
| -------------------- | -------- | -------- |
| Long (6) 72' (ph.đ.) | Chi tiết |          |

| Quân khu 7 | 0 – 4    | Đường sắt Việt Nam |
| ---------- | -------- | ------------------ |
|            | Chi tiết |                    |

| Đà Nẵng        | 2 – 0    | An Giang |
| -------------- | -------- | -------- |
| Hà Xá 72', 82' | Chi tiết |          |

| Vĩnh Long                        | 2 – 2    | Quân khu 7                  |
| -------------------------------- | -------- | --------------------------- |
| Thanh Sơn 32' · Nguyễn Hoàng 33' | Chi tiết | Xuân Anh 24' · Anh Tuấn 41' |

| Đường sắt Việt Nam | 1 – 1    | Đà Nẵng |
| ------------------ | -------- | ------- |
|                    | Chi tiết |         |

| Quân khu 7 | 3 – 2    | An Giang |
| ---------- | -------- | -------- |
|            | Chi tiết |          |

| Đà Nẵng | 1 – 0    | Vĩnh Long |
| ------- | -------- | --------- |
|         | Chi tiết |           |

| An Giang | 1 – 2 | Đường sắt Việt Nam |
| -------- | ----- | ------------------ |
|          |       |                    |

| Đà Nẵng | 2 – 0    | Quân khu 7 |
| ------- | -------- | ---------- |
|         | Chi tiết |            |

| Đường sắt Việt Nam | 0 – 1    | Vĩnh Long        |
| ------------------ | -------- | ---------------- |
|                    | Chi tiết | Nguyễn Hoàng 14' |

#### Bảng B
Các trận đấu diễn ra tại sân vận động Cao Lãnh, tỉnh Đồng Tháp.
| VT | Đội            | ST | T | H | B | BT | BB | HS | Đ  | Giành quyền tham dự     |
| -- | -------------- | -- | - | - | - | -- | -- | -- | -- | ----------------------- |
| 1  | Kiên Giang     | 4  | 3 | 1 | 0 | 11 | 5  | +6 | 10 | Vòng đấu loại trực tiếp |
| 2  | Thừa Thiên Huế | 4  | 3 | 1 | 0 | 6  | 3  | +3 | 10 | Vòng đấu loại trực tiếp |
| 3  | Đồng Nai       | 4  | 2 | 0 | 2 | 8  | 9  | −1 | 6  |                         |
| 4  | Gia Lai        | 4  | 1 | 0 | 3 | 4  | 6  | −2 | 3  |                         |
| 5  | Kon Tum        | 4  | 0 | 0 | 4 | 3  | 9  | −6 | 0  |                         |

| Gia Lai                                | 3 – 0    | Kon Tum |
| -------------------------------------- | -------- | ------- |
| · Long (3) 82' (ph.đ.) · Minh Ninh 87' | Chi tiết |         |

| Kiên Giang | 4 – 2    | Đồng Nai |
| ---------- | -------- | -------- |
|            | Chi tiết |          |

| Thừa Thiên Huế | 1 – 0    | Kon Tum |
| -------------- | -------- | ------- |
| Quyết Thắng 5' | Chi tiết |         |

| Đồng Nai                     | 2 – 1    | Gia Lai       |
| ---------------------------- | -------- | ------------- |
| Thất Hiền 2' · Thất Hùng 83' | Chi tiết | Minh Ninh 80' |

| Thừa Thiên Huế | 2 – 2    | Kiên Giang |
| -------------- | -------- | ---------- |
|                | Chi tiết |            |

| Kon Tum | 2 – 3    | Đồng Nai |
| ------- | -------- | -------- |
|         | Chi tiết |          |

| Gia Lai | 0 – 1    | Thừa Thiên Huế |
| ------- | -------- | -------------- |
|         | Chi tiết |                |

| Kon Tum | 1 – 2 | Kiên Giang |
| ------- | ----- | ---------- |
|         |       |            |

| Đồng Nai | 1 – 2    | Thừa Thiên Huế |
| -------- | -------- | -------------- |
|          | Chi tiết |                |

| Kiên Giang | 3 – 0    | Gia Lai |
| ---------- | -------- | ------- |
|            | Chi tiết |         |

### Vòng đấu loại trực tiếp
Đội thắng trong trận bán kết sẽ trực tiếp giành quyền thăng hạng giải vô địch quốc gia mùa bóng năm sau, đội thua sẽ tranh vé vớt với hai đội xếp thứ 13, 14 của giải Hạng Nhất quốc gia. Khác với mùa giải năm ngoái, giải lần này không có trận chung kết.
| Kiên Giang | 0 – 1 (s.h.p.) | Vĩnh Long      |
| ---------- | -------------- | -------------- |
|            | Chi tiết       | Kiên Cường 96' |

| Đà Nẵng   | 1 – 0    | Thừa Thiên Huế |
| --------- | -------- | -------------- |
| Hà Xá 63' | Chi tiết |                |

## Play-off

### Lượt đi
| Hải Quan  | 2–2            | Thừa Thiên Huế     |
| --------- | -------------- | ------------------ |
| Anh Trung | Chi tiết (TTH) | (l.n.) · Quang Phú |

| Kiên Giang | 0–2 | Long An |
| ---------- | --- | ------- |
|            |     |         |

### Lượt về
| Thừa Thiên Huế | 0–0                     | Hải Quan |
| -------------- | ----------------------- | -------- |
|                | Chi tiết Chi tiết (TTH) |          |

Tổng tỷ số là 2–2, Thừa Thiên Huế thắng nhờ luật bàn thắng sân khách.
| Long An | 3–0      | Kiên Giang |
| ------- | -------- | ---------- |
|         | Chi tiết |            |

Long An thắng với tổng tỷ số 5–0.